# Alistair Burt

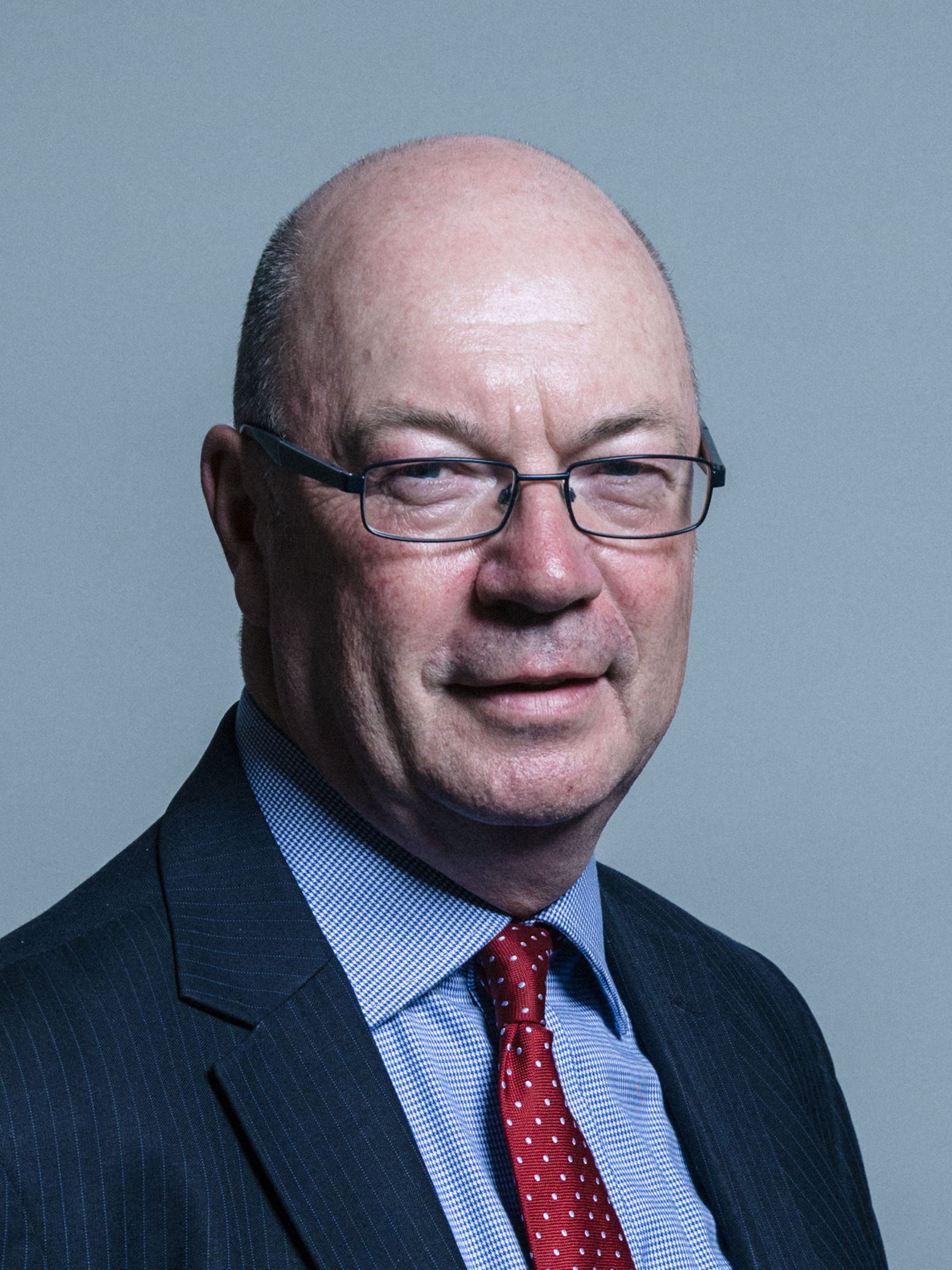
Alistair Burt

Alistair Burt (* 25. Mai 1955 in Bury, Lancashire) ist ein britischer Politiker der Conservative Party.

## Leben
Burt besuchte die Bury Grammar School und studierte am St John’s College in Oxford. Er ist verheiratet und lebt in Wootton, Bedfordshire.
Von 1983 bis 1997 war er erstmals Abgeordneter im Unterhaus, wo er den Wahlkreis Bury North vertrat. Dabei fungierte er ab 1995 als Minister of State (Staatssekretär) im Department of Social Security. Bei der Unterhauswahl 1997 verlor er seinen Sitz an den Labour-Kandidaten David Chaytor. Vier Jahre später kehrte er für den Wahlkreis North East Bedfordshire ins Parlament zurück. Nach dem Sieg der Konservativen bei der Unterhauswahl 2010 übernahm er in der Regierung von David Cameron das Amt des Under-Secretary of State for Foreign and Commonwealth Affairs im Außenministerium, das er bis 2013 innehatte. Von 2015 bis 2016 fungierte er als Minister of State for Care and Support im Gesundheits- und Sozialministerium, 2016 wechselte er ins Ministerium für Entwicklungszusammenarbeit, wo er Minister of State for the Middle East and North Africa und Minister of State for International Development wurde. Dies blieb er bis zu seinem Rücktritt am 25. März 2019. Ihm folgte Andrew Murrison.
Am 4. September 2019 wurde Burt aufgrund seiner parlamentarischen Gegenwehr gegen den Brexit ohne EU-Austrittsabkommen aus der Fraktion der Conservative Party ausgeschlossen. Er gab daraufhin bekannt, aufgrund dieser unterschiedlichen politischen Ansichten bei der nächsten Unterhauswahl nicht erneut kandidieren zu wollen.